# Novodnistrovs'k
Novodnistrovs'k (in ucraino Новодністровськ?; in russo Новоднестровск?, Novodnestrovsk) è una città dell'Ucraina, nel distretto del Dnestr, nell'oblast' di Černivci. Ospita l'amministrazione della comunità territoriale di Novodnistrovs'k,  una delle comunità territoriali dell'Ucraina.Nel 2022 aveva una popolazione di 10 463 abitanti
Fino al 18 luglio 2020 Novodnistrovs'k era classificata come città di rilevanza regionale e non apparteneva a nessun distretto. Nell'ambito della riforma amministrativa dell'Ucraina, che ha ridotto a tre il numero dei distretti dell'oblast' di Černivci, Novodnistrovs'k è entrata a far parte del distretto del Dnestr.